# 中国驻慕尼黑总领事馆
中华人民共和国驻慕尼黑总领事馆（德語：Generalkonsulat der Volksrepublik China in München），简称中国驻慕尼黑总领事馆，是中华人民共和国派驻德国慕尼黑的最高级别外交代表机构，为中国在德开设的4座使领馆之一，领区范围包括整个巴伐利亚州。
总领馆的办公场地原设于邻近宁芬堡宫的罗曼大街107号（Romanstrasse 107），自2018年9月18日起搬迁至霍夫曼大街55号（Hofmannstraße 55，S7线西门子工厂站或U3线埃登巴赫大街站）。

## 历史
巴伐利亚与中国交往已有400余年历史。统治当地的维特尔斯巴赫王室在十七世纪初便与满清皇室有间接往来。巴伐利亚历届政府皆重视对华关系，积极推动双边交流与合作。在1990年代迎来中国多位领导人访问后，中国于1997年正式在慕尼黑设立总领事馆。此后，每年双方部长级代表团互访频繁。
在经贸合作方面，中国是巴伐利亚在亚洲最大、世界第三大贸易伙伴，亦是该州海外最重要的市场。2013年中国与该州贸易总额达268亿欧元，其中中国向巴伐利亚出口113亿欧元，进口155亿欧元。巴伐利亚全年出口总量的近十分之一为对华出口，从中国进口则占其进口总量近8%。巴伐利亚经济界在华投资额约占德国在华投资总额的三分之一，贸易占五分之一。2500多家公司与中国有业务关系，450多家企业在华有投资项目。
2008年3月18日，数十名“藏独運動”分子闯入中国驻德国慕尼黑总领馆，抢夺中国国旗加以焚烧，并挂上雪山狮子旗。他们还在馆舍外墙喷涂标语口号，打伤多位总领馆工作人员。事件发生后，领馆方就所造成的财物损失和人员伤情及时聘请德国律师进行法律诉讼，要求肇事者赔偿相关损失。德国当地检察院已介入此案。
2009年7月6日凌晨，即乌鲁木齐“7·5”打砸抢烧严重暴力犯罪事件发生后不久，中国驻慕尼黑总领馆遭到疑似兩名“东突分子”投掷燃烧瓶袭击。据当地警方透露，两名年轻男性向中国驻慕尼黑总领馆馆墙内总共投掷了3枚一种名为“莫罗托夫鸡尾酒”的燃烧瓶，导致馆内一面中国国旗被引燃，馆舍外墙轻度受损。两人随后逃离现场。尽管领馆的监控录像拍摄下了事件的全过程，但仍无法确认两名肇事者的身份。事件发生后，领馆方已数次向慕尼黑当地警方和内政部门提出了严正交涉，强烈要求德方切实履行《维也纳外交关系公约》，采取措施维护中国外交人员和机构的安全及尊严，保障其正常工作秩序，并查办肇事者。
中国驻慕尼黑总领馆自2015年6月起开始建造现有馆舍，工期23个月。该项目位于慕尼黑南部上森德林的霍夫曼大街55号（Hofmannstraße 55，S7线西门子工厂站或U3线埃登巴赫大街站），总建筑面积1.3万平方米，其中包含有领事官邸、办公楼、馆员公寓和领事部等设施。中国建筑一局已获得建设中标通知书，合同额约值1.9亿元人民币。自2018年9月18日起，领事馆整体搬迁至现址，并于同年9月28日举行了新馆启用仪式。

## 机构设置
中国驻慕尼黑总领事馆设置下列机构：
- 经济商务处
- 领侨处
- 教育组
- 文化组
- 礼宾组
- 办公室